# Grégory Guilvert
Pas d'image ? Cliquez ici
Grégory Guilvert, né le 8 mai 1982 à Melun, est un pilote automobile français. Il participe en 2012 au Championnat d'Europe FIA GT3 et au Championnat de France FFSA GT au sein de l'écurie Saintéloc Racing mais aussi aux Racecar Euro Series avec Still Racing - JDC Finances.

## Biographie
Après une carrière importante en karting, Grégory Guilvert intègre la filière Peugeot Sport, participe aux formules de promotion et remporte le titre au sein du Team Lompech Sport. Il devient aussi pilote essayeur Peugeot avant de se diriger vers les championnats de Grand Tourisme,.
Il participe à partir de 2010 au Championnat de France FFSA GT avec le team LMP Motorsport et au Championnat d'Europe FIA GT3 avec le Saintéloc Racing.
En 2013, il est pilote d'essais Peugeot Sport pour préparer la 208 T16. Cette même voiture qui sera utilisée à Pikes Peak par Sébastien en Loeb en juin 2013.

## Palmarès
- 24 Heures du Mans de Karting
  - Vainqueur en 2002, 2003, 2004 et 2007

- THP Peugeot Spider Cup
  - Champion en 2009
  - Vice-champion en 2008

- Championnat d'Europe FIA GT3
  - Une victoire à Nogaro en 2012 sur une Audi R8 LMS du Saintéloc Racing

- Championnat de France FFSA GT
  - Une victoire sur le Circuit de Lédenon en 2012 sur une Audi R8 LMS du Saintéloc Racing

- Championnat de France FFSA GT
  - Champion de France en 2018 et 2019avec Fabien Michal sur une Audi R8 LMS GT4 du Saintéloc Racing